# Giro dei Paesi Baschi 1998
Il Giro dei Paesi Baschi 1998, trentottesima edizione della corsa, si svolse dal 6 al 10 aprile 1998 su un percorso di 897 km ripartiti in cinque tappe (l'ultima suddivisa in 2 semitappe). Fu vinto da Íñigo Cuesta, davanti a Laurent Jalabert e Alex Zülle.

## Tappe
| Tappa  | Data      | Percorso                              | km  | Vincitore di tappa | Leader cl. generale |
| ------ | --------- | ------------------------------------- | --- | ------------------ | ------------------- |
| 1ª     | 6 aprile  | Hondarribia > Hondarribia             | 116 | Laurent Jalabert   | Laurent Jalabert    |
| 2ª     | 7 aprile  | Hondarribia > Balmaseda               | 239 | Bo Hamburger       | Laurent Jalabert    |
| 3ª     | 8 aprile  | Balmaseda > Viana                     | 212 | Pascal Hervé       | Íñigo Cuesta        |
| 4ª     | 9 aprile  | Viana > Vitoria-Gasteiz               | 197 | Alberto Elli       | Íñigo Cuesta        |
| 5ª-1ª  | 10 aprile | Vitoria-Gasteiz > Hernani             | 108 | Jens Voigt         | Íñigo Cuesta        |
| 5ª-2ª  | 10 aprile | Hernani > Hernani (cron. individuale) | 25  | Laurent Jalabert   | Íñigo Cuesta        |
| Totale | Totale    | Totale                                | 897 |                    |                     |

## Classifiche finali

### Classifica generale
| Pos. | Corridore        | Squadra  | Tempo     |
| ---- | ---------------- | -------- | --------- |
| 1    | Íñigo Cuesta     | ONCE     | 23h37'47" |
| 2    | Laurent Jalabert | ONCE     | a 3"      |
| 3    | Alex Zülle       | Festina  | a 1'36"   |
| 4    | Michael Boogerd  | Rabobank | a 1'49"   |
| 5    | Aitor Garmendia  | Banesto  | a 1'50"   |